# REO Speedwagon
REO Speedwagon ([Reo Spi:dwægən]) — американская рок-группа, сформированная в 1967 году Нилом Даути и Аланом Грацером. Название группы происходит от одноимённого лёгкого грузовика, выпускавшегося в первой половине 20 века компанией REO Рэнса Э. Олдза.
Наиболее успешным альбомом в творчестве коллектива считается Hi Infidelity. Кроме того, такие песни как: «Back on the Road Again», «Time for Me to Fly», «Keep On Loving You», «Don’t Let Him Go» и «Can’t Fight This Feeling», признаны лучшими хитами REO Speedwagon.
Группа также известна своими душевными рок-балладами и тяжелыми хард-рок-композициями, за их стиль и звучание группу причисляют к ведущим рокерам AOR. На протяжении своего творческого пути, REO Speedwagon успели выступить с такими известными рок-коллективами, как: Foreigner, Toto, Styx, Fleetwood Mac, Lynyrd Skynyrd и Bad Company.
На протяжении всей карьеры группа продала более 40 миллионов записей, которые также побывали в топ-40. Популярность группы упала с годами, но REO Speedwagon всё ещё регулярно выступают с гастролями.

## История

### 1967—1971: Ранние годы
Основателями группы стали Нил Даути и Алан Грацер (бывшие тогда студентами Иллинойского университета). Оба очень любили рок-н-ролл Beatles, помимо учёбы, они ещё выступали в фолк-группе Fushia, и вскоре они решили создать собственный коллектив. После окончания университета Нил и Алан встретили менеджера Ирвина Азоффа, который позже стал известен по своим работам с Eagles и Steely Dan.
В это же время Ирвин сумел организовать первые шоу группы в США на Среднем Западе.
В 1968 году REO Speedwagon стали знаменитостями местных клубов и пивных баров, группа выступала в таких модных барах, как The Red Lion и Chances.
Также в состав REO Speedwagon вошли басист Грег Филбин и вокалист Терри Латтрелл. Первоначально они исполняли песни Cream и The Doors.
Ирвин Азофф предложил найти нового гитариста, он сообщил, что у него есть тот, кто нужен REO Speedwagon. В городе Пеория жил Гэри Ричрат, гитарист, певец, автор песен.
Вскоре, после появления очень ценного участника Гэри Ричрата для состава, REO Speedwagon перестали исполнять кавер-версии других групп и начали заниматься собственным материалом.
REO Speedwagon играли мелодичный тяжелый рок с упором на клавишные, мелодии были слишком зааранжированными, но это привлекало слушателей. Часто стиль группы называли жестким арт-роком, но скорее всего это был софт-рок. В таком стиле играли группы Toto, Styx, Nektar и Ambrosia.
Молодая команда заключила контракт с Epic Records. Ричрат признался, что это был самый дорогой контракт с лейблом. Вскоре команда засела за работу в студии в городе Вестпорт, аппаратура, которая была предоставлена, оказалась не слишком хорошей, да и опыт у команды был незначительный, но пластинку под названием REO Speedwagon записали.

### 1971—1974: Борьба за популярность
В 1971 году группа выпустила свой дебютный альбом. Первая виниловая пластинка не стала коммерчески успешной, а Латтрелл сильно расстроился из-за провала пластинки.
Ричрат обратился в чикагскую компанию Musicians’ Referral Service с просьбой о замене Латтрелла, та в свою очередь посоветовала взять Кевина Кронина.
Кевин отправился на концерт REO Speedwagon в местечке Joilet Roller Rink, он был поражен как музыканты играют, но не был уверен, в том, что он им подходит, хотя в 1972 году стал участником REO Speedwagon. Кевин практически не имел опыта работы с рок-н-роллом, но он смог стать хорошим вокалистом, да ещё играя на гитаре, начал писать запоминающиеся мелодии. Второй альбом, R.E.O. T.W.O, музыканты записали в Нэшвилле (центр музыки кантри) в студии Columbia Records. Он был выпущен в декабре 1972 года, его продажи были неплохими, после этого группа стала выступать в более престижных местах, а иногда даже становилась хедлайнером громких шоу.
Американский журнал Billboard объявил команду открытием из Среднего Запада. Деньги от продажи альбома пошли на покупку старого самолёта для перелетов на дальние расстояния. Группа выступала с Kansas и группой Боба Сигера Silver Bullet Band (будущие звезды рока в Америке). По желанию участников команды Кевин Кронин ушел, так как те хотели большой популярности и не верили, что с Кевином они получат известность.
Место Кронина занял Майкл Мерфи, а также был приглашен Джо Уолш (участник Eagles и James Gang). Оба участника приняли участие в записи третьей пластинки, Ridin’ The Storm Out, который вышел в феврале 1974 года, занял 171-е место в чартах, получил золотой статус и пробыл в чартах 32 недели. Записав ещё один альбом, Lost in a Dream (поднявшийся на 98-е место), группа решила избавиться от Мерфи, потому, что REO Speedwagon на тот момент всё ещё не могли добиться популярности.

### 1975—1979: Возвращение Кевина Кронина
В 1975 году перед записью пластинки This Time We Mean It Мерфи ушел из группы. Несмотря на то, что эта пластинка заняла 74 место в чартах, группа уволила своего менеджера Ирвина Азоффа. Место Мерфи занял Кевин Кронин, он уже был вокалистом в группе до Мерфи, но его возвращение не было напрасным. Кевин снова включился в работу и внес свой вклад в запись следующей пластинки, R.E.O. Её запись проходила в Лос-Анджелесе в студии Record Plant. Кевину удавалось сочинять мелодичные баллады, а Ричрат любил острые рок-композиции. Продюсер альбома Джон Стронач раскритиковал песню «Time For Me To Fly» как слишком мягкую, также в работе над альбомом участвовал Дон Хенли из Eagles, в студии музыканты также встретились с Брайаном Уилсоном из Beach Boys и Джорджем Харрисоном.
В 1977 году коллектив все-таки решился выпустить первый концертный альбом, двойной Live:You Get What You Play For вышел в апреле 1977 года. Его тут же расхватали поклонники REO Speedwagon, продажи составили более миллиона копий, а сам диск находился на позиции № 72 в чартах и получил платиновый статус. Увидев, что продюсеры только и делают, что диктуют свои условия, музыканты решили продюсировать свои работы самостоятельно. В 1978 году Брюс Холл стал новым басистом в коллективе.
Филбин выбыл из группы, вместе с Брюсом был записан первый концертный альбом и следующий альбом — You Can Tune the Piano But You Can't Tuna Fish.
На альбом You Can Tune the Piano, But You Can’t Tuna Fish музыканты потратили 200,000 долларов, засев за работой в студии шесть месяцев, однако такие минусы не повлияли на его продажи, диск занял 79 место и продержался в чартах 11 месяцев. Песня «Roll with the Changes» поднялась на позицию № 58, а «Time for Me to Fly» заняла место под номером 56.
В мае 1978 года REO Speedwagon выступали на одной сцене вместе с Rainbow (коллективом известного гитариста Ричи Блэкмора), которые проводили тур в поддержку альбома Long Live Rock'n'Roll. Это выступление чуть не обернулось скандалом: Rainbow должны были выступать ровно 70 минут, но зачастую, играли больше положенного времени. Менеджер REO был не согласен с этим, однажды он просто выключил свет во время выступления Rainbow, дав понять, что не согласен с таким порядком вещей.
Завершили успехи 70-х годов пластинки Nine Lives и Decade of Rock and Roll. Диск Decade Of Rock And Roll содержал старые песни группы, но включал и их новые композиции. Вместе с такими группами как Foreigner, Styx, Journey и Toto REO Speedwagon стали классиками AOR (Adult-oriented Rock — рок, ориентированный на взрослую публику). Nine Lives в основном состоял из песен, похожих на раннее творчество группы и многие критики уже решили, что группа возвращается к старому, исчерпав свои возможности. Но альбом очень хорошо продавался, несмотря на очень жесткое звучание.

### 1980—1989: Успех и падение популярности
В 1980 году вышел альбом Hi Infidelity, попавший на вершину американских чартов, даже диск Джона Леннона Double Fantasy уступил ему первое место. В США было продано 9 миллионов копий альбома. Лиричная песня «Keep On Loving You» заняла 7-ю строчку в Америке (на сегодняшний день самая известная песня REO Speedwagon), «Take It On The Run» повторила успех предыдущего сингла, композиция «Don’t Let Him Go» стала третьим синглом и заняла 24 позицию в Америке. Песни пробыли в чартах 65 недель и 32 недели в горячей десятке. 8 августа 1981 года MTV провел трансляцию концерта REO Speedwagon в Денвере (Колорадо), это ещё больше пошло на руку музыкантам, так, публика снова вспомнила про R.E.O T.W.O, и альбом стал платиновым.
Обрадовавшись успеху альбома Hi Infidelity, музыканты решили сделать следующий альбом точной копией предыдущего, они забронировали место в студии и записали альбом. Good Trouble, который тоже получил платину, но качество мелодий было хуже, чем в предыдущем альбоме, критики отрицательно говорили о группе, а посещаемость их выступлений слушателями значительно упала. После двухлетнего перерыва музыканты в помещении магазина записали пластинку Wheels Are Turning, она вышла в 1984 году. Композиция «Can’t Fight This Feeling», выпущенная синглом из него стала хитом.
В 1985 году команда выпустила сборник Best Foot Forward, изданный лишь в Великобритании, но его запись не дала никаких результатов.
В феврале 1987 года вышел альбом Life As We Know It, занявший 28 место, композиции «Variety Tonight», «That Ain’t Love» (позиция № 16 в США), «In My Dreams» (позиция № 19 в США) очутились в топ-40. «Whenever You’re Goin’» стала саундтреком для фильма Goonies, она была написана специально Кевином для этого фильма, хотя до этого Кевин написал песню «New Way To Love» для фильма Top Gun. В 1985 году группа участвовала в фестивале Live Aid. Однако альбом Life As We Know It не содержал в себе мощных и заводных композиций, а из-за возникнувших разногласий в команде ушли Алан Грацер и Гэри Ричрат.
Группа находилась на гране распада. Майлз Джозеф стал новым гитаристом, а ударником стал Грэм Лир. Джозеф недолго задержался в группе, пришлось нанять Дэйва Мато. Дэйв сотрудничал с Тедом-Нюджентом и гитаристом Bon Jovi. Грэм Лир вскоре захотел покинуть коллектив, его заменой стал Брайан Хитт из Wang Chung, команда взяла клавишника Джесси Хармса, который через год ушел из REO Speedwagon.

### 1990 — настоящее время
Альбом 1990 года, The Earth, A Small Man, His Dog And A Chicken, не получил никакого признания, а концертов у группы было довольно немного, и то только на Среднем Западе США. Лейбл Epic Records разорвал контаркт с группой. В 1996 году вышел альбом Building the Bridge, заглавная песня которого понравилась кандидату в президенты США Биллу Клинтону. Клинтон сделал её гимном своей предвыборной кампании. После победы Клинтон пригласил музыкантов на вечеринку, посвященную инаугурации президента.
В 1996 году REO выступали вместе с Пэт Бенатар и Fleetwood Mac, в 1997 году с Foreigner и Питером Фрэмптоном.
Также у группы были совместные гастроли с Lynyrd Skynyrd и Bad Company. В 1998 году вышел сборник The Ballads, состоящий из лучших баллад на тему любви, включая «Time for Me to Fly», «Keep on Loving You», «Can’t Fight This Feeling», и две новые песни — «Just for You» и «Till the Rivers Run Dry».
В 2000 году гастролировали вместе с командой Styx. В 2001 году вышла передача на канале VH-1 Behind The Music, в которой речь шла об истории группы. В этом же году вышли CD и DVD группы. Были организованы концерты в 65 городах. После террористической атаки на здание торгового центра в Нью-Йорке музыканты решили отменить концерт в Солт-Лэйк-Сити. Позже группа приняла участие в благотворительных концертах Rock to the Rescue вместе с Journey, Lynyrd Skynyrd, и Bad Company.
В 2007 году группа выпустила новый альбом, Find Your Own Way Home.
Выступая на одной сцене вместе с Пэт Бенатар, группа объявила что будет переиздан их самый лучший альбом Hi
Infidelity.
REO Speedwagon продолжают концертную деятельность по сей день, исполняя большинство своих классических хитов.
Также REO Speedwagon записали совместный сингл с группой Styx «Can't Stop Rockin'», он был выпущен в марте 2009 года, вместе с REO Speedwagon в турне участвовала группа 38 Special.
В ноябре 2009 года REO Speedwagon выпустили рождественский альбом Not So Silent Night…Christmas with REO Speedwagon.
2 декабря 2009 года была выпущена онлайн видео-игра Find Your Own Way Home. Игра стала первой казуальной игрой, она была спродюсирована самой группой и одобрена многими газетными изданиями, включая New York Times, назвав игру лучшим инновационным продуктом в музыке.

## Дискография
- REO Speedwagon (1971)
- R.E.O./T.W.O. (1972)
- Ridin' the Storm Out (1973)
- Lost in a Dream (1974)
- This Time We Mean It (1975)
- R.E.O. (1976)
- Live: You Get What You Play For (1977)
- You Can Tune a Piano but You Can't Tuna Fish (1978)
- Nine Lives (1979)
- Hi Infidelity (1980)
- Good Trouble (1982)
- Wheels Are Turnin' (1984)
- Life as We Know It (1987)
- The Earth, a Small Man, His Dog and a Chicken (1990)
- Building the Bridge (1996)
- Find Your Own Way Home (2007)[11]

## Составы REO Speedwagon

### Текущий состав
- Нил Даути — клавишные, орган, синтезатор, пианино (1967 — настоящее время)
- Кевин Кронин — вокал, ритм-гитара, пианино, клавишные (1972 — 1973; 1976 — настоящее время)
- Брюс Холл — бас-гитара, вокал (1997 — настоящее время)
- Дэйв Амато — соло-гитара, вокал (1989 — настоящее время)
- Брайан Хитт — ударные, перкуссия (1989 — настоящее время)

### Бывшие участники
- Алан Грацер — бэк-вокал, ударные, перкуссия (1967 — 1988)
- Джо Матт — соло-гитара, вокал (1967 — 1968)
- Майк Блэйр — бас-гитара, вокал (1967 — 1968)
- Терри Лютрелл — вокал (1968 — 1972)
- Боб Крауновер — соло-гитара (1968 — 1969)
- Грег Филбин — бас-гитара, бэк-вокал (1968 — 1977)
- Джо Макбэйб — саксофон (1968)
- Марти Шепард — труба (1969)
- Билл Фаорио — соло-гитара (1969)
- Стив Скорфайна — соло-гитара (1969 — 1970)
- Гэри Ричрат — соло-гитара, вокал (1970 — 1989)
- Майк Мёрфи — вокал, ритм-гитара (1973 — 1976)
- Грег. Х. Волз — вокал (1976)
- Грэм Лир — ударные, перкуссия (1988 — 1989)
- Майлз Джозеф — соло-гитара (1989)
- Карла Дэй — бэк-вокал (1989)
- Мелани Джексон — бэк-вокал (1989)
- Джесси Хармс — клавишные, бэк-вокал (1989 — 1991)

## В массовой культуре
- «JoJo’s Bizarre Adventure» (1987). Автор «Хирохико Араки», персонаж Роберт Э. О. Спидвагон (Robert E. O. Speedwagon) назван в честь группы.
- REO Speedwagon появляются в третьем сезоне сериала «Озарк»